# Bejen (Bejen)
Bejen is een bestuurslaag in het regentschap Temanggung van de provincie Midden-Java, Indonesië. Bejen telt 2403 inwoners (volkstelling 2010).